# Frédéric Pluquet
Pour les articles homonymes, voir Pluquet.
Frédéric Pluquet, né le 19 septembre 1781 à Bayeux où il est mort le 3 septembre 1831, est un chimiste et antiquaire français.

## Biographie
De la famille de François-André-Adrien Pluquet, l’auteur du Dictionnaire des hérésies, et de Jean-Jacques-Adrien Pluquet, un médecin dont on a de curieux mémoires manuscrits, Pluquet se rendit, après avoir terminé se premières études dans sa ville natale, dans la capitale pour suivre des cours de chimie. Il soutint ses examens avec un grand éclat à l’école de pharmacie, dont il était l’un des élèves. Il publia dès ce temps deux dissertations, l’une sur les différentes espèces de quinquina, l’autre sur les poisons. Ce dernier travail surtout fut jugé très bon et le jeune pharmacien revint dans son pays avec une réputation faite. Mais, malgré le vaste champ ouvert à la chimie, les occupations et les études de cette profession ne pouvaient absorber toutes les facultés de Pluquet, qui devint bientôt amateur passionné des vieux livres et des antiquités. Après avoir étudié et colligé, il se mit à écrire.

Ce fut à cette époque qu’il reçut la visite d’un Anglais, le Rév. Thomas Frognall Dibdin, qui, dans la Relation de son Voyage bibliographique et archéologique en France, se plut à ridiculiser cet homme savant, en dénaturant des faits que Georges-Adrien Crapelet, le traducteur du livre prit la peine de rétablir : 

« Avant de rentrer à l’auberge, dit l’auteur, je me rendis chez M. Pluquet, pharmacien de profession, mais, dans le cœur, amateur et vendeur de livres. La scène avait quelque chose de singulier : en bas était la pharmacie ; au-dessus, la chambre à coucher et les livres ; dans la cour et le passage qui y conduit, un ou deux objets prétendus antiques. Ma première visite avait été faite à la hâte, et seulement comme une préparation à la seconde. Cependant j’avais vu dès lors ce précieux manuscrit des poésies populaires d’Olivier Basselin, dont j’avais parlé à M. ***. L’étranger qui me l’avait montré était encore présent à cette seconde visite. Nous quittâmes tous, sans regret, les drogues du rez-de-chaussée pour des drogues d’une autre espèce ; et d’ailleurs les anciens n’appelaient-ils pas les livres la médecine de l’âme ? Nous montâmes dans la chambre à coucher. Deux cages de construction bizarre étaient suspendues au plafond, et habitées par deux canaris au bruyant ramage. Un enfant malade, âgé de trois ans, était couché dans un berceau près du lit de M. et madame Pluquet, aux oreillers duquel je remarquai des franges d’un dessin fantastique. Sur la muraille, en face du lit, était disposée quelque demi-douzaine de tablettes garnies de livres de toute nature. M. Pluquet fit jouer ses batteries bibliographiques. « Messieurs, nous dit-il (car M. Lewis m’accompagnait), vous voyez réunis dans cette chambre tous les trésors que je possède au monde : mon fils, mes livres, mes antiquités. » Ici, l’enfant se mit à geindre, et s’écria : « Cher papa, venez ici. — Soyez tranquille, mignon », répondit, comme en parenthèse, notre endurci bibliomane-Esculape ; et il continua : « Oui, Messieurs, voilà mes trésors. Je suis enthousiaste jusqu’à la folie de tout ce qui porte le caractère de l’antiquité ; mais je n’ai que de faibles ressources, et mon aversion pour mon état est précisément en proportion de mon amour pour les livres. Examinez, Messieurs, et cherchez fortune. » Je n’avais guère besoin de cette exhortation oratoire. Mais, hélas ! les trésors de M. Pluquet n’étaient pas de nature à m’enrichir. Je ne trouvai qu’avec beaucoup de peine quelque chose du genre recherché. Moyennant un louis, j’obtins plusieurs petits traités de grammaire assez rares, la plupart grecs, imprimés par Estienne à Paris, et à Bâle par Herwagen. Au nombre de ces derniers était le Bellum Grammaticale de E. Hessus. M. Pluquet s’étonnait de me voir rejeter les in-folio pour m’attacher si étroitement aux in-12. Que ne me montrait-il un bon roman imprimé par Vérard, ou un Froissart d’Eustace, il m’eût trouvé aussi prompt à les mettre de côté tous les deux. M. Pluquet est assurément l’amateur de livres le plus enthousiaste que j’aie rencontré parmi ceux qui en vendent. Nous terminâmes une conversation très animée, de la part de tous les interlocuteurs ; conversation rendue plus bruyante par le gazouillement des serins qui chantaient plus fort à mesure que nous parlions plus haut, et par les plaintes de l’enfant malade, qui devint d’autant plus criard que papa et maman refusaient de répondre à ses cris. Comme je partais, M. Pluquet m’informa que M. *** avait prié son oncle de faciliter mes recherches, relativement à la bibliothèque du chapitre et à la tapisserie ; que lui-même avait parlé à l’adjoint du maire, sous le premier rapport, et que l’abbé Fettey avait été sollicité en ma faveur, sous le second. À tout prendre, cette journée fut l’une des plus variées et des plus satisfaisantes de mon voyage bibliographique. » Ces détails pittoresques, s’ils étaient conformes à la vérité, pourraient sembler piquants : mais voici comment Pluquet lui-même les a réfutés : « M. Dibdin a étrangement abusé de l’obligeante facilité avec laquelle je l’ai accueilli. Je lui montrai quelques objets d’antiquité trouvés à Bayeux et une collection d’ouvrages imprimés et manuscrits sur notre province. J’en parlai, il est vrai, avec enthousiasme ; et c’est là-dessus que le ministre anglican a brodé une scène où tout est de pure invention. Je n’ai fait aucune confidence à M. Dibdin ; je n’avais point d’enfant malade à cette époque ; je n’ai jamais eu de serins, etc., etc. Loin d’avoir cherché à vendre des livres à M. Dibdin, ce n’est qu’à ses pressantes sollicitations que j’ai consenti à lui céder un petit volume rare. »

Peu après le voyage du bibliophile anglais, Pluquet abandonna Bayeux pour aller s’établir à Paris, où il fonda un établissement de commerce en livres rares et en pièces autographes, dont le catalogue fut imprimé à la librairie Crapelet. Profitant de sa position, ce savant en tira parti pour augmenter sa collection de livres rares et de documents manuscrits sur sa Normandie natale.
Après avoir passé quatre ans à Paris, il quitta la librairie et revint à Bayeux reprendre son officine. Il y reçut de nouveaux témoignages d’estime et fut nommé président su tribunal de commerce. Atteint d’une affection sciatique, il mourut, âgé de cinquante-trois ans, et laissant un fils appelé à marcher sur ses traces. Une notice nécrologique sur ce membre de la Société des antiquaires de Normandie, de la Société Linnéenne de cette province et de l’Académie de Caen, fut publiée, peu après la mort de ce savant, par M. E. Lambert, de Bayeux.